# Mercy (Dotan)
Mercy è un singolo del cantante olandese Dotan, pubblicato il 15 aprile 2021.

## Tracce
1. Mercy – 3:08